# Haliclona arenosa
Haliclona arenosa är en svampdjursart som först beskrevs av Carter 1882.  Haliclona arenosa ingår i släktet Haliclona och familjen Chalinidae. Inga underarter finns listade i Catalogue of Life.